# Saint-Paul-Lizonne
Saint-Paul-Lizonne là một xã của Pháp nằm trong département Dordogne và vùng Aquitaine. Xã này có diện tích 9,28 kilômét vuông, dân số năm 1999 là 332 người. Xã nằm ở khu vực có độ cao trung bình 100 m trên mực nước biển.

## Hành chính
| Danh sách các xã trưởng                |                  |                |                  |              |
| Giai đoạn                              | Giai đoạn        | Tên            | Đảng             | Tư cách      |
| 1977                                   | tháng 3 năm 2008 | Raymond Tugal  | -                | -            |
| tháng 3 năm 2008                       | đương nhiệm      | Jean-Paul Gady | không chính thức | nhà giáo dục |
| Tất cả các dữ liệu trước đây không rõ. |                  |                |                  |              |

## Thông tin nhân khẩu
| Năm | 1962 | 1968 | 1975 | 1982 | 1990 | 1999 |
| --- | ---- | ---- | ---- | ---- | ---- | ---- |
| Dân số | 474  | 411  | 337  | 361  | 347  | 332  |
| From the year 1962 on: No double counting—residents of multiple communes (e.g. students and military personnel) are counted only once. |      |      |      |      |      |      |